# Bienvenue à bord (film, 2011)
Pour les articles homonymes, voir Bienvenue à bord.
Pour plus de détails, voir Fiche technique et Distribution.
Bienvenue à bord est une comédie française réalisée par Éric Lavaine et sortie le 5 octobre 2011.

## Synopsis
Isabelle, directrice des ressources humaines d’une agence de croisières, décide de se venger de Jérôme Berthelot, son directeur et amant, qui rompt avec elle et la licencie le même jour. Pour cela, elle engage un nouvel animateur pour la croisière inaugurale, Rémy Pasquier, un chômeur qui se rêve artiste, prend tout au premier degré et ne connait rien aux métiers de l’animation ; Isabelle a ainsi l’espoir cynique et calculateur de faire du voyage un calvaire pour son ancien amant.
Rapidement, il s'attire les foudres de Jérôme Berthelot et Richard Morena, le directeur de la croisière.

## Fiche technique
- Titre : Bienvenue à bord
- Réalisation : Éric Lavaine
- Scénario : Éric Lavaine, Héctor Cabello Reyes
- Budget : 12 000 000 €[1]
- Musique : Jean-Michel Bernard, Enrico Macias, William Geslin, Joniece Jamison
- Supervision musicale : My Melody
- Décors : Sandrine Jarron
- Costume : Nadia Chmilewsky
- Photographie : Stéphane Le Parc
- Montage : Vincent Zuffranieri
- Directrice du casting : Fany Touya-Calmon
- Directeur de production : Ludovic Douillet
- 1er assistant-réalisateur : Rodolphe Kriegel
- Cadreur : François De Morant
- Scripte : Marine Tricoire
- Ingénieurs du son : François De Morant et Alexandre Widmer
- Directrice de post-production : Gala Vara Eiriz.
- Régisseur : Olivier Guedj
- Consultant : Nath Dumont
- Attachées de presse : Alexandra Schamis (AS Communication) et Sandra Cornevaux
- Producteur : François Cornuau, Vincent Roget
- Société de production : Same Player
- Sociétés de coproduction : Pathé, M6 Films et Appaloosa Films
- Distribution : Pathé Distribution
- Format : 2.35 : 1
- Langue : français
- Date de sortie : 5 octobre 2011

## Distribution
- Franck Dubosc : Rémy Pasquier, l'animateur exubérant
- Valérie Lemercier : Isabelle, la DRH licenciée
- Gérard Darmon : Richard Morena, le directeur de croisière
- Luisa Ranieri : Margherita Cavallieri, la commandante de bord
- Lionnel Astier : Jérôme Berthelot, le président de la société de croisières
- Élisa Servier : Caroline Berthelot, son épouse, actionnaire majoritaire de la société de croisières
- Philippe Lellouche : William, le moniteur sportif qui se fait passer pour gay
- Jean-Michel Lahmi : Alain, le pointilleux
- Guilaine Londez : Geneviève, la pointilleuse
- François Vincentelli : le joueur au casino
- Shirley Bousquet : la femme du joueur au casino
- Élisabeth Margoni : Gabriella
- Reem Kherici : la femme du Russe
- Gil Alma : le candidat au début du film
- Enrico Macias : lui-même
- Sabine Crossen : La blonde
- Tangi Colombel : le Guide
- Joniece Jamison : la chanteuse du bal
- Christian Gabriel : le ventriloque

## Production

### Tournage
Le film a été tourné sur le paquebot Costa Atlantica de Costa Croisières pendant 6 semaines. Il effectuait alors une croisière régulière et les 150 membres des équipes du film, des acteurs et figurants ont dû cohabiter avec quelque 2 000 clients de la compagnie. En plus de la charge humaine, 20 tonnes de matériel ont été stockées à bord.
Il aura fallu un an de préparation afin d’organiser le tournage.
Les scènes terrestres ont en grande partie été tournées en Martinique.

## Accueil critique
Sur le site allociné, le film reçoit une note moyenne des critiques de presse de 1,7/5. Sur 13 avis seuls deux sont positifs.

## Analyse